# Пичкиряево (станция)
Пичкиря́ево — промежуточная железнодорожная станция Пензенского региона Куйбышевской железной дороги на «историческом» направлении Транссибирской магистрали, располагается на территории Рязанской области.
Станция была открыта в 1893 году. Расположена на двухпутном участке Кустарёвка — Самара с электротягой постоянного тока. По характеру работы является промежуточной станцией, по объёму выполняемой работы отнесена к 5-му классу. Комплексный контроль за техническим состоянием путей на станции осуществляет Ковылкинская дистанция пути (ПЧ-19). Техническое и хозяйственное обслуживание тяговых подстанций и контактной сети обеспечивает Рузаевская дистанция электроснабжения (ЭЧ-3 Рузаевка).
Расположена в 4-х километрах от трассы М5 «Урал» (участок Москва — Челябинск). Названа по имени села Пичкиряево. Выход на улицу Школьную. 
Станция централизованная, включена в круг диспетчерского управления на участке Рузаевка — Кустарёвка. Станция переведена на диспетчерское управление.

## Пригородное сообщение
Пригородное пассажирское сообщение до Сасово и Рязани осуществляется электропоездами серии ЭР2 (3 пары в сутки). В сторону Рузаевки пассажирское движение отсутствует.